# هاري هاردي (لاعب كرة قاعدة)
هاري هاردي (بالإنجليزية: Harry Hardy)‏ هو لاعب كرة قاعدة أمريكي، ولد في 5 نوفمبر 1875 في ستوبنفيل في الولايات المتحدة، وتوفي بنفس المكان في 4 سبتمبر 1943.

## وصلات خارجية
- هاري هاردي على موقعبيزبول رفرنس.كوم (الدوري الرئيسي) (الإنجليزية)
- هاري هاردي على موقعبيزبول رفرنس.كوم (الدوري الثانوي) (الإنجليزية)